# Frederic II del Sacre Imperi Romanogermànic
Frederic II (Jesi, 26 de desembre del 1194 - Fiorentino di Puglia, 13 de desembre de 1250), de la casa de Hohenstaufen, va ser un pretendent al títol de Rei dels Romans des de 1212 i monarca indiscutit a partir de 1215. Com a tal, era Rei d'Alemanya, i d'Itàlia i Borgonya. També va ser emperador del Sacre Imperi des de la coronació papal el 1220 fins a la seva mort. Originalment, havia estat rei de Sicília, títol que ostentà com a Frederic I des de 1198 fins a la mort. D'altres dignitats reials que li recaigueren durant breus períodes van ser els de Rei de Xipre i de Jerusalem, per aliances matrimonials i la seva connexió amb les croades.
Va ser educat a Sicília on visqué la major part de la seva vida, essent la seva mare Constança, filla de Roger II de Sicília. El seu imperi estava sovint en guerra amb els Estats Pontificis, cosa que el portà a ser excomunicat dos cops i a ser bescantat pels cronistes de l'època. El papa Gregori IX va arribar a identificar-lo amb l'Anticrist.
Els seus contemporanis l'anomenaven l'Stupor mundi (‘la meravella del món’ o ‘l'astorament del món’), i es diu que era capaç de parlar en nou llengües i d'escriure en set (en un temps en què la majoria dels nobles i monarques no sabien escriure). També va ser promotor de la ciència i de les arts, fent de mecenes de l'Escola Siciliana de poesia, o fundant la Universitat de Nàpols.

## Família
|  |                                   |  |  |  |  |  |  |  |  |  |  |  |  |  |  |  |
|  | Frederic el Borni, duc de Suàbia  |  |  |  |  |  |  |  |  |  |  |  |  |  |  |  |
|  |                                   |  |  |  |  |  |  |  |  |  |  |  |  |  |  |  |
|  |                                   |  |  |  |  |  |  |  |  |  |  |  |  |  |  |  |
|  | Frederic I, Barba-roja, Emperador |  |  |  |  |  |  |  |  |  |  |  |  |  |  |  |
|  |                                   |  |  |  |  |  |  |  |  |  |  |  |  |  |  |  |
|  |                                   |  |  |  |  |  |  |  |  |  |  |  |  |  |  |  |
|  | Judit de Baviera                  |  |  |  |  |  |  |  |  |  |  |  |  |  |  |  |
|  |                                   |  |  |  |  |  |  |  |  |  |  |  |  |  |  |  |
|  |                                   |  |  |  |  |  |  |  |  |  |  |  |  |  |  |  |
|  | Enric, Emperador                  |  |  |  |  |  |  |  |  |  |  |  |  |  |  |  |
|  |                                   |  |  |  |  |  |  |  |  |  |  |  |  |  |  |  |
|  |                                   |  |  |  |  |  |  |  |  |  |  |  |  |  |  |  |
|  | Renald III, Comte de Borgonya     |  |  |  |  |  |  |  |  |  |  |  |  |  |  |  |
|  |                                   |  |  |  |  |  |  |  |  |  |  |  |  |  |  |  |
|  |                                   |  |  |  |  |  |  |  |  |  |  |  |  |  |  |  |
|  | Beatriu de Borgonya               |  |  |  |  |  |  |  |  |  |  |  |  |  |  |  |
|  |                                   |  |  |  |  |  |  |  |  |  |  |  |  |  |  |  |
|  |                                   |  |  |  |  |  |  |  |  |  |  |  |  |  |  |  |
|  | Agnès de Lotaríngia               |  |  |  |  |  |  |  |  |  |  |  |  |  |  |  |
|  |                                   |  |  |  |  |  |  |  |  |  |  |  |  |  |  |  |
|  |                                   |  |  |  |  |  |  |  |  |  |  |  |  |  |  |  |
|  | 1. Frederic II, Emperador         |  |  |  |  |  |  |  |  |  |  |  |  |  |  |  |
|  |                                   |  |  |  |  |  |  |  |  |  |  |  |  |  |  |  |
|  |                                   |  |  |  |  |  |  |  |  |  |  |  |  |  |  |  |
|  | Roger I, rei de Sicília           |  |  |  |  |  |  |  |  |  |  |  |  |  |  |  |
|  |                                   |  |  |  |  |  |  |  |  |  |  |  |  |  |  |  |
|  |                                   |  |  |  |  |  |  |  |  |  |  |  |  |  |  |  |
|  | Roger II, Rei de Sicília          |  |  |  |  |  |  |  |  |  |  |  |  |  |  |  |
|  |                                   |  |  |  |  |  |  |  |  |  |  |  |  |  |  |  |
|  |                                   |  |  |  |  |  |  |  |  |  |  |  |  |  |  |  |
|  | Adelaida de Savona                |  |  |  |  |  |  |  |  |  |  |  |  |  |  |  |
|  |                                   |  |  |  |  |  |  |  |  |  |  |  |  |  |  |  |
|  |                                   |  |  |  |  |  |  |  |  |  |  |  |  |  |  |  |
|  | Constança, Reina de Sicília       |  |  |  |  |  |  |  |  |  |  |  |  |  |  |  |
|  |                                   |  |  |  |  |  |  |  |  |  |  |  |  |  |  |  |
|  |                                   |  |  |  |  |  |  |  |  |  |  |  |  |  |  |  |
|  | Withier de Vitri, Comte de Rethel |  |  |  |  |  |  |  |  |  |  |  |  |  |  |  |
|  |                                   |  |  |  |  |  |  |  |  |  |  |  |  |  |  |  |
|  |                                   |  |  |  |  |  |  |  |  |  |  |  |  |  |  |  |
|  | Beatriu de Rethel                 |  |  |  |  |  |  |  |  |  |  |  |  |  |  |  |
|  |                                   |  |  |  |  |  |  |  |  |  |  |  |  |  |  |  |
|  |                                   |  |  |  |  |  |  |  |  |  |  |  |  |  |  |  |
|  | Beatriu de Namur                  |  |  |  |  |  |  |  |  |  |  |  |  |  |  |  |
|  |                                   |  |  |  |  |  |  |  |  |  |  |  |  |  |  |  |
|  |                                   |  |  |  |  |  |  |  |  |  |  |  |  |  |  |  |

Amb la primera esposa Constança d'Aragó (cap a 1179-1222), filla d'Alfons el Cast, tingué Enric VII d'Alemanya. Amb la segona esposa Violant de Jerusalem (1212-1228), filla de Joan de Brienne, tingué Conrad IV d'Alemanya i amb la tercera esposa Isabel d'Anglaterra (1214-1241), filla de Joan d'Anglaterra, tingué Margarida de Sicília.
Tingué a més diversos fills il·legítims:
- Amb Bianca Lancia: Manfred de Sicília
- Amb Adelaida Enzio: Enzo de Sardenya
- Amb Richina de Wolfs'oden: Margarida de Suàbia
- Amb Matilde d'Antioquia: Frederic d'Antioquia

## Infantesa
Nascut a Jesi, prop d'Ancona, Frederic era el fill de l'emperador Enric VI. Segons algunes cròniques la seva mare Constança, de quaranta anys, va voler donar llum en una plaça pública perquè no hi hagués cap dubte de la maternitat del nen. Frederic va ser batejat a Assís.

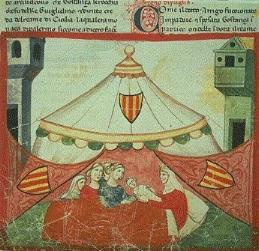
El naixement de Frederic II

Amb només dos anys, Frederic va ser elegit a Frankfurt rei d'Alemanya com a hereu de la corona imperial. El 28 de setembre de 1197, mentre es preparava per participar en una croada, Enric va morir de malària a Messina i els drets successoris de Frederic van ser disputats pel seu oncle Felip de Suàbia i per Otó de Brunswick, i amb la mort del seu pare es va decidir retenir l'infant a Sicília amb la seva mare.
Constança de Sicília, que era per drets propis reina de Sicília, va fer coronar rei Frederic i es va situar com a regent. En nom del seu fill Frederic va dissoldre els vincles del Regne de Sicília amb l'Imperi, expulsant els consellers germànics i renunciant als drets sobre la corona alemanya o imperial.
A la mort de Constança el 1198 el papa Innocenci III va passar a ser el regent de Frederic fins a la majoria d'edat, i el tutor de Frederic durant aquest període va ser Cencio Savelli, però Markward d'Annweiler, amb el suport de Felip de Suàbia, va reclamar la regència i va envair el Regne de Sicília desembarcant a Sicília l'any 1200 amb l'ajuda de vaixells genovesos, i un any més tard es va apoderar del jove Frederic i va governar Sicília fins a l'any 1202, quan el va succeir un altre capità alemany, Guillem de Capparone, que va mantenir sota el seu control a Frederic al palau reial de Palerm fins al 1206. Posteriorment, Frederic va estar sota el tutor Gualter de Paleària, fins que, el 1208, va ser declarat major d'edat.

## Coronació imperial
Otó de Brunswick va ser vençut i ferit en la batalla de Wassenberg contra Felip de Suàbia el 27 de juliol de 1206, i com a conseqüència va perdre el suport del papa, que va tornar a coronar Felip. Otó no va poder expulsar el seu rival Felip fins que aquest va ser assassinat en una disputa privada i va ser coronat emperador per Innocenci III el 1209. El 1211 Frederic va ser elegit in absentia com a Rei d'Alemanya per una facció rebel suportada per Innocenci, que s'havia enfrontat a Otó i l'havia excomunicat. Tanmateix, la seva autoritat a Alemanya era feble i només trobava suport al sud d'Alemanya. Al nord, el focus del poder dels Welf, Otó va continuar ocupant els càrrecs reials i imperials tot i l'excomunió. Però la decisiva derrota d'Otó a la batalla de Bouvines va forçar-lo a retirar-se a les seves possessions hereditàries on moriria anys després, el 1218, abandonat pels seus partidaris.
Els prínceps germànics, amb el suport d'Innocenci III, van tornar a elegir Frederic rei d'Alemanya el 1215. Cinc anys després seria coronat emperador pel papa Honori III (Innocenci havia mort el 1216). A diferència de la majoria d'emperadors del Sacre Imperi, Frederic va passar poc temps a Alemanya. Després de la seva coronació a Roma el 22 de novembre de 1220, va quedar-se al regne de Sicília, que només abandonaria per anar de croada. Al regne de Sicília, que en aquells temps tenia capital a Palerm i s'estenia per tot el sud de la península Itàlica, va introduir importants reformes jurídiques. A la seva arribada Sicília l'anarquia continuava, i entre 1219 i 1222 va haver d'aplanar una revolta dels musulmans sicilians que s'havien fet forts a les ciutadelles de Jato i Entelle. La primavera del 1222 el rei informava el Papa que no podia enviar un exèrcit a Terra Santa en la cinquena croada perquè havia de combatre els sarraïns a la val di Mazara i a Corleone. Com que la resistència dels musulmans seguia a les muntanyes va ordenar la deportació en massa dels musulmans, i molts foren deportats a les Pulles on va prosperar una colònia a Lucera fins que fou eliminada el 1300 pels angevins. Va convertir-lo en la primera monarquia absolutista amb un estat centralitzat d'Europa, superant l'antic sistema feudal. També va fer construir la fortalesa de Castel del Monte i el 1224 va fundar la Universitat de Nàpols, avui anomenada Università Federico II. El 1236 faria el seu últim viatge a Alemanya, on passaria un any abans de tornar a Sicília on passaria els últims tretze anys de la seva vida.

## Sisena Croada
Quan va ser coronat emperador, a Aquisgrà el 15 de juliol de 1215, Frederic va prometre de participar en una croada. Però la inestabilitat interna de l'imperi va mantenir-lo a Europa solidificant la seva posició durant cinc anys i no va poder participar en la cinquena Croada.
Les seves intencions no es van concretar fins al 1225, quan es va casar amb Violant de Jerusalem, l'hereva del Regne de Jerusalem. Frederic va fer que el seu sogre Joan de Brienne, aleshores rei de Jerusalem, fos desposseït i els seus drets transferits a l'emperador. Tot i el seu nou títol de Rei de Jerusalem, Frederic va continuar retardant la seva marxa fins que el 1227 el papa Gregori IX el va excomunicar per incomplir la seva promesa. De fet, Frederic havia preparat el viatge cap a Terra Santa però va ser afectat per una epidèmia que va atacar el seu campament abans de marxar. Fins i tot el mestre dels cavallers teutònics, Herman von Salza, va recomanar-li de tornar a casa a recuperar-se. Molt cronistes contemporanis van posar en dubte la sinceritat de la malaltia de Frederic. Roger de Wendover escrivia: «anà fins al mar Mediterrani, i embarcà amb un petit seguici; però després de fer veure que es dirigia a Terra Santa per tres dies, va dir que havia estat pres d'una malaltia sobtada. Aquesta conducta de l'emperador el va fer caure en desgràcia, i va perjudicar tota l'empresa de la croada». De tota manera, sembla improbable que la malaltia de Frederic fos fingida, ja que un dels nobles que l'acompanyaven, el duc de Turíngia, va morir poc després de deixar port.

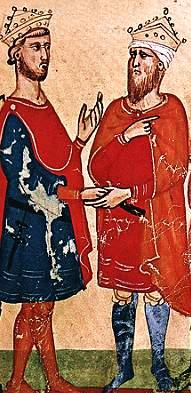
Frederic II (esquerra) negociant amb al-Kamil (dreta).

Finalment va embarcar-se en la Sisena Croada l'any següent (1228), fet que fou vist pel Papa com una provocació, ja que l'Església no podia participar de l'honor de la croada. Aquest fet provocà que Frederic fos excomunicat per segon cop. Com l'exèrcit de què disposava era reduït, Frederic va intentar obtenir els seus objectius per la via de la negociació. Va pactar un tracte amb el soldà aiúbida d'Egipte Al-Kàmil ibn al-Àdil a través del qual es restituïen al regne de Jerusalem diversos territoris incloent-hi Jerusalem, Natzaret, i Betlem, i es pactava una treva de deu anys. Al-Kàmil mantenia diversos conflictes amb els seus parents que governaven Síria i Mesopotàmia, i desitjava solucionar els problemes amb els cristians mentre els veïns no deixessin de ser una amenaça. Tot i que Frederic va aconseguir recuperar Jerusalem sense vessar sang, i això li proporcionà gran prestigi entre alguns cercles europeus, la seva decisió de completar la croada en estat d'excomunió el va enfrontar a la Santa Seu. Frederic va organitzar una cerimònia a Jerusalem per coronar-s'hi rei a la que no va voler assistir el patriarca llatí de la ciutat. De fet, tècnicament el títol de rei no li corresponia a ell sinó al seu fill nounat, ja que la seva esposa Violant havia mort. També es va trobar amb l'oposició de diversos barons del regne liderats per Joan d'Ibelin, que s'oposaven al seu govern. El virrei de Frederic seria expulsat d'Acre, la capital, i el 1244, expirada la treva, Jerusalem es perdria davant una nova ofensiva musulmana.
Els predicadors joaquimites itinerants i alguns franciscans radicals (fraticels) donaven suport a Frederic, a qui veien com l'Anticrist (a diferència de la tradició escatològica cristiana, els joaquimites consideraven l'Anticrist com una cosa bona i no dolenta). Van oposar-se al papa per l'excomunió, i van predicar-hi en contra.
Durant l'absència de Frederic, Rainald d'Urslingen va intentar recuperar el Ducat de Spoleto amb les armes, mentre que les tropes alemanyes baixaven per defensar Sicília i el papa va enviar dos exèrcits sota el comandament de Joan de Brienne al territori en disputa a finals de 1228 i un altre exèrcit al Regne de Sicília el gener de 1229. Quan Frederic va tornar a Itàlia després de la Sisena Croada, va trobar moltes ciutats que donaven suport al papa i va aconseguir superar les forces papals, però va considerar oportú reconciliar-se amb el papa i amb la pau de San Germano del 23 de juliol de 1230 es va comprometre a renunciar a les violacions que havien portat a l'excomunió, a retornar els béns robats als monestirs i esglésies i a reconèixer el vassallatge de Sicília al papa. D'altra banda, el papa no va poder ignorar l'objectiu aconseguit per Frederic a Terra Santa i el 28 d'agost següent va retirar l'excomunió: l'1 de setembre, papa i emperador es van reunir a Anagni i arribaren a un acord.

## Guerra contra el papa i els güelfs italians

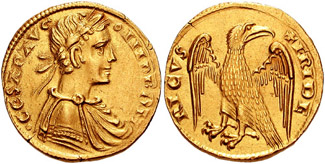
Augustale de Frederic (vers el 1231): CESAR AVG IMP ROM / FRIDE RICVS

El 1231 les relacions de Frederic amb el seu primogènit Enric, fill de la seva primera esposa Constança d'Aragó, es van deteriorar del tot. Enric va aliar-se amb la Lliga Llombarda i va reclamar la corona per a si mateix. La rebel·lió va fracassar i Enric, deposat dels seus títols, va ser empresonat el 1235 (moriria en captivitat el 1242). A la tardor d'aquell any va decidir tornar a Itàlia per suprimir les comunes llombardes que, amb el suport del papa Gregori IX, disputaven la seva autoritat i amb l'ajuda d'Ezzelino da Romano i altres líders gibelins va saquejar la ciutat de Vicenza, i satisfet va tornar a Alemanya per fer front a una altra rebel·lió dels prínceps alemanys, deixant a Itàlia per supervisar la situació Hermann von Salza, Gran Mestre de l'Orde Teutònic. L'agost de 1237 l'emperador va tornar de nou a Itàlia per esclafar definitivament la Lliga Llombarda, creuant els Alps fins a Verona on va reunir l'exèrcit imperial que va marxar primer contra Màntua i després a Bèrgam, que van rendir-se en comptes de ser saquejades, i després cap a Brescia, derrotant la Lliga Llombarda a la batalla de Cortenuova el 1237 i aquesta es va dissoldre. Lodi, Novara, Vercelli, Chieri i Savona van ser capturats o sotmesos a l'emperador, mentre que Amadeu IV de Savoia i Bonifaci II de Montferrat van confirmar la seva lleialtat gibel·lina i Milà. Al seu retorn a Alemanya va nomenar al seu fill Conrad com a rei d'Alemanya. Va rebutjar totes les ofertes de pau, fins i tot la de Milà que oferia una gran suma de diners, renunciant a acceptar res que no fos una rendició incondicional i atiant la resistència de ciutats com Milà, Brescia, Bolonya o Piacenza. Reunint el seu exèrcit a Verona l'abril de 1238, va decidir assetjar Brescia, que va començar el setge l'11 de juliol de 1238 i va durar fins que una sortida reeixida dels defensors de la ciutat a principis d'octubre el va obligar a aixecar el setge.
Frederic va rebre la notícia de què havia estat excomunicat de nou pel papa Gregori IX el 1239 a la seva cort a Pàdua. L'emperador va contraatacar expulsant els minorites i els predicadors de la Llombardia, i elegint el seu fill Enzo com a vicari imperial pel nord d'Itàlia. Frederic i Enzo van iniciar una campanya en què s'annexionaren la Romanya, les Marques, i el Ducat de Spoleto. Frederic va marxar sobre la Toscana, entrant triomfalment a Fligno i a Viterbo, fins que es va dirigir a la conquesta de Roma intentant recuperar l'antiga esplendor imperial. Però el setge va resultar infructuós i Frederic va retirar-se al sud d'Itàlia, saquejant Benevent (una possessió papal). Les negociacions de pau van resultar infructuoses.
Mentrestant la ciutat gibel·lina de Ferrara havia caigut, i Frederic va tornar al nord tot capturant Ravenna i, després d'un llarg setge, Faenza. La gent de Forlì (que s'havia mantingut fidel a la causa gibel·lina fins i tot després del col·lapse del poder Hohenstaufen) van donar el seu suport durant la captura de la ciutat rival. Com a símbol de gratitud, se'ls va concedir que augmentessin el seu escut d'armes comunal amb l'àguila dels Hohenstaufen, a més d'altres privilegis. Aquest episodi exemplifica com les ciutats independents utilitzaven la rivalitat entre l'Imperi i el Papat per obtenir el màxim avantatge propi.
El Papa va convocar un concili, però la gibel·lina Pisa el va sabotejar capturant els cardenals i prelats que navegaven de Gènova a Roma. Frederic va pensar que aquest cop atacar a Roma era possible i va dirigir el seu exèrcit cap al papa, deixant al seu darrere la ciutat d'Úmbria en runes i destruint Grottaferrata al seu pas.
Aleshores, el 22 d'agost de 1241, Gregori va morir. Frederic, volent demostrar que la guerra no anava dirigida contra l'Església sinó contra un papa concret, va retirar les seves tropes i va alliberar dos cardenals empresonats a Càpua. Però aviat es veié que res va canviar en la relació entre Papat i Imperi: tropes romanes van assaltar la guarnició imperial a Tívoli i l'emperador tornà a amenaçar Roma. L'estira-i-arronsa es va continuar repetint els anys 1242 i 1243.

## Innocenci IV, el darrer i gran rival
Un nou papa, Innocenci IV, va ser elegit el 25 de juny de 1243. Era membre d'una família noble imperial i tenia alguns parents al bàndol de Frederic, de manera que inicialment l'emperador va estar content amb l'elecció. Però Innocenci es convertí en el seu pitjor enemic. Les negociacions van començar l'estiu de 1243, però la situació canvià quan la ciutat de Viterbo es va rebel·lar instigada pel cardenal Rainieri de Vieterbo. Frederic no volia perdre la seva fortalesa més propera a Roma i afanyar-se a assetjar la ciutat. Molts estudiosos consideren aquest moviment com l'inici del declivi de l'estrella de Frederic. Innocenci va convèncer a l'emperador de retirar les seves tropes, però, tot i això, Ranieri va manar fer executar la guarnició imperial el 13 de novembre. Frederic va enfurismar-se, però el nou Papa era un gran diplomàtic i va aconseguir fer-li firmar un tractat de pau, que aviat es trencaria.
Innocenci va demostrar la seva veritable cara güelfa i, acompanyat de la majoria dels seus cardenals, va fugir amb galeres genoveses fins a la república Ligúria. Va refugiar-se a Lió, on celebrà un concili que començà el 24 de juny de 1245. Un mes després, Innocenci IV va declarar que Frederic havia de ser deposat com a emperador, qualificant-lo d'«amic del soldà de Babilònia», «de costums sarraïns», «amo d'un harem guardat per eunucs» com el cismàtic emperador romà d'Orient i, en definitiva, un «heretge». El Papa va donar suport a Enric I Raspe, landgravi de Turíngia i rival de Frederic per la corona imperial.
També va posar en marxa una trama per assassinar Frederic i Enzio, amb el suport del germà polític del papa Orlando de Rossi, un aliat de Frederic. Els conspiradors van ser descoberts i desemmascarats pel comte de Caserta. La venjança va ser terrible: la ciutat d'Hauteville, que els havia donat refugi, va ser arrasada, i als culpables se'ls van treure els ulls, van ser mutilats i van morir penjats o a la foguera.
Al següents anys Frederic va assegurar el seu poder a Alemanya (on alguns nobles finançats pel papa havien declarat un antirei) i al nord d'Itàlia, on repartí càrrecs entre parents i amics. Va casar el seu fill Manfred amb la filla d'Amadeu de Savoia i assegurà la submissió del marquès de Montferrat. Innocenci va demanar protecció al rei de França, Lluís IX, però el rei es declarà amic de l'emperador i no hi volgué intervenir.

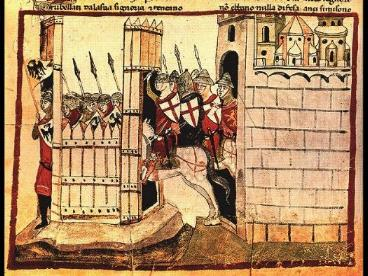
La inesperada càrrega de la cavalleria gibel·lina de Parma contra Vittoria, d'un manuscrit antic

## La Batalla de Parma i la fi
Un fet inesperat va fer canviar dramàticament la situació. El juny de 1247 la important ciutat llombarda de Parma va expulsar els funcionaris imperials i es va aliar amb els güelfs. Enzo no es trobava en aquell moment a la ciutat i no va poder fer res més que demanar ajuda al seu pare, que va anar a posar setge a la ciutat. Frederic s'instal·là davant dels murs de Parma esperant que els seus habitants es rendissin per falta d'aliment, i es va fer construir una ciutadella de fusta que anomenà «Vittoria» on guardava els seus tresors, l'harem, el bestiari i les eines de caça. El 18 de febrer de 1248, mentre ell era fora caçant, la cavalleria parmesana va fer una sortida sorpresa en què va assaltar el campament, i en la posterior batalla el bàndol imperial va ser derrotat i el tresor imperial capturat, i amb ell la possibilitat de continuar mantenint el nivell d'enfrontament contra les diverses comunes rebels i el papa, que ja estava planificant una croada contra Sicília. Frederic no va trigar a reconstituir el seu exèrcit, però la seva derrota havia encoratjat la resistència en moltes ciutats que no podien continuar amb el pes fiscal del seu règim: Romanya, les Marques i Spoleto es van perdre.
El febrer de 1249 Frederic despatxava el seu conseller i primer ministre Pier della Vigna acusant-lo d'apropiació indeguda i, segons alguns historiadors, per planejar atemptar contra l'emperador. Pier va ser deixat cec i moriria presoner a Pisa, probablement per suïcidi. Encara més dures per Frederic van ser les notícies de la captura del seu fill Enzo a Sardenya per part dels bolonyesos, a la batalla de Fossalta, el maig del mateix any. Amb tan sols 23 anys, Enzo va ser fet presoner en un palau de Bolonya on restaria captiu fins a la seva mort el 1272. La guerra continuava: l'Imperi va perdre Como i Mòdena, però va recuperar Ravenna. Un exèrcit enviat per conquerir el regne de Sicília sota el comandament del cardenal Pietro Capocci va ser esclafat a la batalla de Cingoli el 1250. Mentrestant, a Alemanya, Conrad aconseguia diverses victòries contra els nobles rebels. Frederic no va prendre part en aquestes últimes campanyes. Havia estat malalt i probablement se sentia cansat. Va morir el 13 de desembre de 1250 al Castell de Fiorentino a Pulla. després d'un atac de disenteria. Al moment de la seva mort, la seva posició preeminent a Europa estava amenaçada, però no perduda. Va llegar a Conrad les corones imperial i siciliana, repartint entre els altres fills la resta de les possessions. Al seu testament va especificar que les terres que havia pres a l'Església havien de ser retornades, tots els presoners alliberats, i els impostos reduïts, sempre que això no afectés el prestigi de l'Imperi.

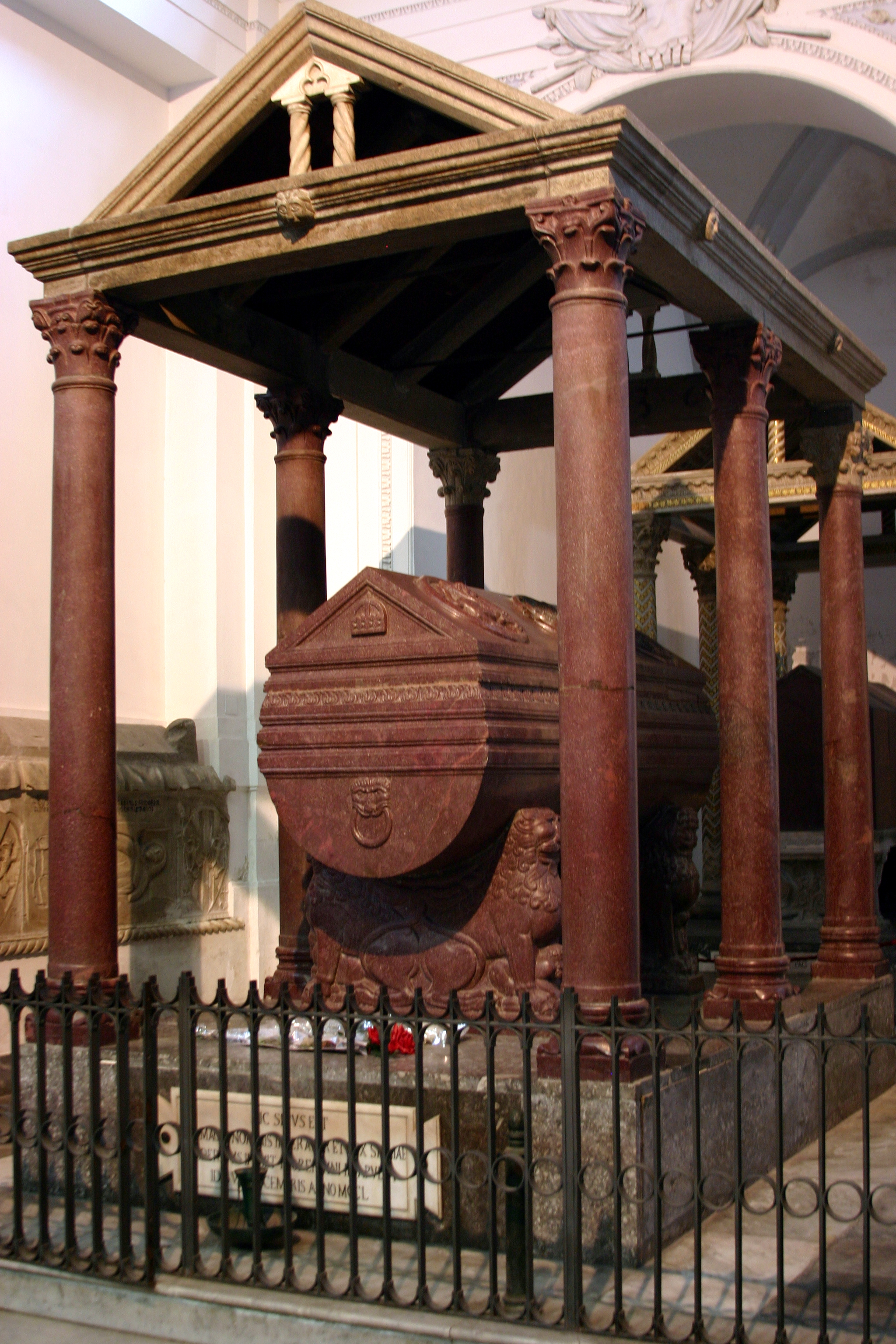
El sarcòfag de Frederic II de Hohenstaufen a la Catedral de Palerm

El seu sarcòfag, fet de pòrfir roig, es troba a la Catedral de Palerm al costat del dels seus pares (Enric VI i Constança) i el del seu avi, el rei normand Roger II de Sicília. Amb la mort de Conrad just quatre anys després la dinastia Hohenstaufen va perdre el poder i començà un període d'interregne, que duraria fins al 1273. Durant aquest temps de desordre, es desenvolupà la llegenda que Frederic no estava mort de veritat, sinó que tan sols dormia a les muntanyes de Kyffhäuser, i que un dia tornaria a restaurar el seu imperi.

## Frederic i les arts
Era conegut com el Stupor Mundi ('la meravella del món', o en una traducció més acurada 'l'estupefacció del món'). En contrast amb molts monarques del seu temps, molts d'ells il·literats, parlava nou llengües i era capaç d'escriure en set. Era un dirigent modern, protector de les arts i les ciències: un dels seus consellers era el famós astròleg Guido Bonatti de Forlì. Va tenir idees avançades en economia, abolint monopolis estals, tarifes internes i reformant les regulacions sobre la importació a l'Imperi. Probablement aquesta predisposició estaria relacionada amb la seva formació a la cort de Palerm, on es barrejaven influències germàniques, llatines, romanes d'Orient, normandes, provençals i jueves.
Va ser patró de l'Escola Siciliana de literatura i ciència, de la qual havien sorgit als voltants del 1220 les primeres formes literàries en un llenguatge italo-romànic, el sicilià.
Una de les seves grans passions era la falconeria, afició que el va portar a escriure el manual De arte venandi cum avibus ('De l'art de caçar amb ocells'), del qual es conserven diverses còpies il·lustrades dels segles xiii i xiv.